# Melasma melampyroides
Melasma melampyroides là loài thực vật có hoa thuộc họ Cỏ chổi. Loài này được (Rich.) Pennell ex Britton & P.Wilson mô tả khoa học đầu tiên năm 1925.